# Maison Lampa
La Maison Lampa (en finnois : Lampan talo) est un bâtiment situé sur Pohjoisesplanadi  dans le quartier de Kruununhaka à Helsinki.

## Présentation
Conçu par l'architecte Pehr Granstedt le bâtiment situé au croisement de la Helenankatu et de la rue nord-esplanadi est construit entre 1814 et 1817 pour le  marchand et échevin Johan Lampa. 
À partir de 1817 la maison sert de bâtiment commercial et d'habitation. Heinrich Georg Franz Stockmann y lance son magasin de verrerie qui deviendra le grand magasin Stockmann qui y fonctionnera de 1858 à 1880.
En 2012, la maison a été achetée par le fond de la famille Hartwall.